# Délinquance juvénile
Pour les articles homonymes, voir Délinquance juvénile (homonymie).
Pour un article plus général, voir Délinquance.
La délinquance juvénile est un comportement illégal d'un enfant ou d'un adolescent. La plupart des systèmes judiciaires, tant occidentaux que non-européens (par exemple, le droit égyptien) appliquent des procédures judiciaires particulières pour traiter les délits des jeunes.

## La responsabilité parentale en France et en Europe
La France, comme de nombreux pays, distingue les mineurs des majeurs et d'autre part suivant l'âge du mineur qui commet une infraction, un délit ou un crime, les sanctions varient :
- En France, pour le mineur de 10 ans : aucune mesure ne peut être appliquée. La loi reconnaît donc l'irresponsabilité pénale absolue pour les enfants. En Angleterre et au Pays de Galles, en Espagne, aux Pays-Bas, au Portugal et en Suisse, le mineur qui n'a pas atteint l'âge de la responsabilité pénale ne peut en aucun cas être considéré comme pénalement responsable.

Dans ces cinq pays, l'âge de la responsabilité pénale varie entre sept et seize ans : il est de sept ans en Suisse, de dix ans en Angleterre et au Pays de Galles, de douze ans aux Pays-Bas et de seize ans en Espagne et au Portugal.
- En France, pour le mineur entre 10 et 13 ans : ne peut faire l'objet que de mesures éducatives.
- En France, pour le mineur de plus de 13 ans : des mesures éducatives peuvent être ordonnées, ainsi qu'une peine pénale si les circonstances et la personnalité du mineur l'exigent.

L'âge de l'irresponsabilité pénale relative varie en Europe : il est de 13 ans en France, de 14 ans en Allemagne et en Italie, et de 16 ans en Belgique.

### Les mesures éducatives
Ce sont ces types de sanctions qui sont favorisées.
Les mesures éducatives ont pour but de protéger, de surveiller et d'éduquer le mineur et de l'aider à se réinsérer. Il peut s'agir de :
- l'admonestation, pour les infractions légères.
- la remise au représentant légal ou à une personne digne de confiance.
- une mesure d'aide ou de réparation.
- une mesure d'activité de jour.
- le placement dans un établissement.
- une mesure de liberté surveillée.
- la mise sous protection judiciaire.

### Les peines
- les amendes ;
- les peines de prison qui ne peuvent excéder la moitié du maximum prévu pour les majeurs ;
- le travail d'intérêt général, qui doit être adapté à leur âge, présenter un caractère éducatif et favoriser l'insertion sociale du mineur.

### Révisions des décisions
Les mesures éducatives prises par un juge spécialisé ou un tribunal spécialisé peuvent ensuite être modifiées en fonction de l'évolution de la situation de l'enfant.

## Facteurs de risques
Plusieurs études ont défini des facteurs de « risques » statistiquement associés à la délinquance. Ces facteurs ont été étudiés dans le cadre de deux études longitudinales : la Cambridge Study in Deliquent Development (CSDD) et la Pittsburgh Youth Study (PYS). Les facteurs de risque sont définis comme une variable qui prédit une forte probabilité de la délinquance mais ils ne sont pas nécessairement les causes de la délinquance. Une des méthodes pour établir les causes de la délinquance est de prouver que des changements apportés à un facteur causal chez certains individus sont suivis par des changements aux niveaux de leurs comportements criminels.
Pour le pédopsychiatre Maurice Berger, les causes premières de la violence se situent dans la petite enfance : « 69 % des adolescents très violents ont été exposés à des scènes de violences conjugales pendant les deux premières années de leur vie. Ils ont en eux l’image violente de leur père qui resurgit lorsqu’ils subissent une bousculade ou un mauvais regard ».

## La délinquance et la consommation de substances à Montréal

### Trajectoires déviantes
Selon l’étude « Trajectoires déviantes et trajectoires de rétablissement à l’adolescence : typologie et leviers d’intervention », il y a trois types de trajectoires qui influencent un juvénile à consommer des substances SPA et à commettre des délits. La première trajectoire est celle « continue de type modèle déviant ». La deuxième trajectoire est de « type plaisir ludique, continue ou accrue » et la troisième est une trajectoire « déviante discontinue orientée vers la recherche de plaisir amnésique associé à des désirs d’oubli, d’affiliation, de vengeance ou d’autodestruction ». Cela est créé parce que les jeunes sont malheureux depuis un long moment déjà ou qu’ils ont plusieurs insatisfactions face à leur jeunesse et leur éducation. De plus, les jeunes au stade de compulsion déviante n’ont souvent d’autres choix que d’avoir recours à des délits lucratifs pour subvenir à leurs besoins de consommation, voilà la principale raison pourquoi la consommation et la délinquance peuvent être liés.

### Trajectoires de rétablissement et facteurs de protection
Dans l’article « Trajectoires déviantes et trajectoires de rétablissement à l’adolescence : typologie et leviers d’intervention », les facteurs de protection influençant un juvénile à retrouver une vie plus stable sont les suivants : « un réseau social plus conformiste, un engagement sportif ou artistique accru, une limite cognitive atteinte ». Ces facteurs feraient en sorte que le jeune adolescent risquerait moins de tomber dans la délinquance et de la consommation. Pour ce faire, il a donc trois trajectoires. Il y a la trajectoire « de succès » qui est définie comme une trajectoire ou le jeune doit se trouver un objectif, un défi, l’école ou le travail sur lequel mettre son attention. Par la suite, il y a la trajectoire « de réadaptation amorcée », qui elle, est définie comme une amélioration au niveau de la consommation et de la délinquance. Dans cette trajectoire, le problème n’est pas réglé, mais le jeune souhaite l’améliorer. Il n’y a donc pas nécessairement un arrêt de la consommation et de la délinquance, mais ces phénomène sont beaucoup moins fréquent qu’auparavant. Finalement, il y a la trajectoire « aux gains notoires, mais fragile ». Celle-ci mentionne qu’il y a des gains positifs sur leur consommation, alors une baisse ou un arrêt et dans d’autres sphères de leur vie, donc l’atteinte d’un but, d’un rêve, d’un objectif et plus encore. Cependant, il y a de la fragilité face au fait que certaines personnes dans leur entourage consomment des drogues ou autres.

## Les délits et les infractions commises par les mineurs
La quantité et le type de délit servent d'indicateur du niveau de l'insécurité publique et de l'anomie sociale et du respect des lois d'un pays. En conséquence, ils peuvent provoquer un sentiment d'insécurité dans l'opinion publique. Il existe différentes théories sur les causes des délits, lesquelles s'appliquent souvent aux délits causés par les mineurs. La criminologie s'y intéresse particulièrement, car la plupart des crimes sont commis par des personnes entre 15 et 25 ans. De plus, étant souvent un primo-délinquant, un jeune serait plus facile à « rééduquer » qu'un criminel multi-récidiviste.